# Бамбрюгсе-Зюве
Бамбрюгсе-Зюве (нід. Baambrugse Zuwe) — селище в нідерландській провінції Утрехт. Входить до муніципалітету Де-Ронде-Венен.
Перша згадка про населений пункт датується 1851 роком.